# Iwan Biełow
Iwan Panfiłowicz Biełow, ros. Иван Панфилович Белов (ur. 15 czerwca?/27 czerwca 1893 we wsi Koliniczewo, w powiecie czerepowieckim, w guberni nowogorodzkiej, zm. 29 lipca 1938 w Moskwie) – komandarm I rangi Armii Czerwonej.

## Życiorys
Od 1913 roku służył w Armii Imperium Rosyjskiego jako szeregowiec, później podoficer. Walczył w I wojnie światowej. Od lutego 1917 roku był członkiem lewicowej frakcji eserowców oraz przewodniczącym Komitetu żołnierskiego 1 Syberyjskiego pułku zapasowego w Taszkencie. Pułkiem dowodził w czasie rewolucji październikowej. Członek Rady Turkiestańskiej 1917-1919 i członek Turkiestańskiego Komitetu Wykonawczego w latach 1918-1921. W 1918 komendant twierdzy Taszkent i dowódca garnizonu. Po zdławieniu lewoeserowskiego powstania w Taszkencie wyszedł z partii lewych eserów. Członek Socjaldemokratycznej Partii Robotniczej Rosji(b) (SDPRR(b)) od 1919. Mianowany zastępca dowódcy Turkiestańskiego Okręgu Wojskowego. Od kwietnia 1919 naczelny dowódca Wojsk Republiki Turkiestan. W końcu 1919-1920 dowódca dywizji w Bucharskiej Grupie Wojsk. W latach 1921–1922 zdławił bunt na Kubaniu. W 1923 roku ukończył Wyższe Kursy Akademickie, po czym dowodził dywizją, korpusem i okręgami wojskowymi: Północno-Kaukaskim (od listopada 1927), Leningradzkim (od 1931), Moskiewskim (od 1935) i Białoruskim (od czerwca 1937).
Asesor w procesie marszałka Michaiła Tuchaczewskiego, komandarmów I rangi: Jony Jakira i Ijeronima Uborewicza, komandarma II rangi Augusta Korka oraz komkorów: Roberta Ejdemana, Witowta Putny, Borisa Feldmana i Witalija Primakowa.
Był odznaczony Orderem Czerwonego Sztandaru. Sądzony i stracony  w okresie wielkiej czystki w ZSRR.